# N.Y.B3
N.Y.B3 – drugi album studyjny amerykańskiego zespołu muzycznego B3, wydany w 2003 roku przez Hansa.

## Lista utworów
Źródło: Discogs
| Nr  | Tytuł                              | Długość |
| --- | ---------------------------------- | ------- |
| 1.  | „N.Y.B3”                           | 4:07    |
| 2.  | „We Got the Power”                 | 3:27    |
| 3.  | „Never Gonna Stop”                 | 3:04    |
| 4.  | „Tonight & Forever”                | 4:09    |
| 5.  | „You’re My Angel”                  | 3:31    |
| 6.  | „Easy Way Out”                     | 3:27    |
| 7.  | „Just Get on with It”              | 3:22    |
| 8.  | „Go Away”                          | 3:38    |
| 9.  | „Do What You Like”                 | 3:12    |
| 10. | „Was It Ever You”                  | 4:21    |
| 11. | „... in My Bed”                    | 3:01    |
| 12. | „So in Love with You”              | 3:01    |
| 13. | „Right Place, Right Time”          | 3:38    |
| 14. | „Goodbye Sayonara (We’re Through)” | 3:15    |

## Notowania na listach sprzedaży
| Kraj    | Lista (2003)   | Najwyższa pozycja |
| ------- | -------------- | ----------------- |
| Niemcy  | Albums Top 100 | 12                |
| Austria | Alben Top 75   | 41                |